# Otmar Suitner

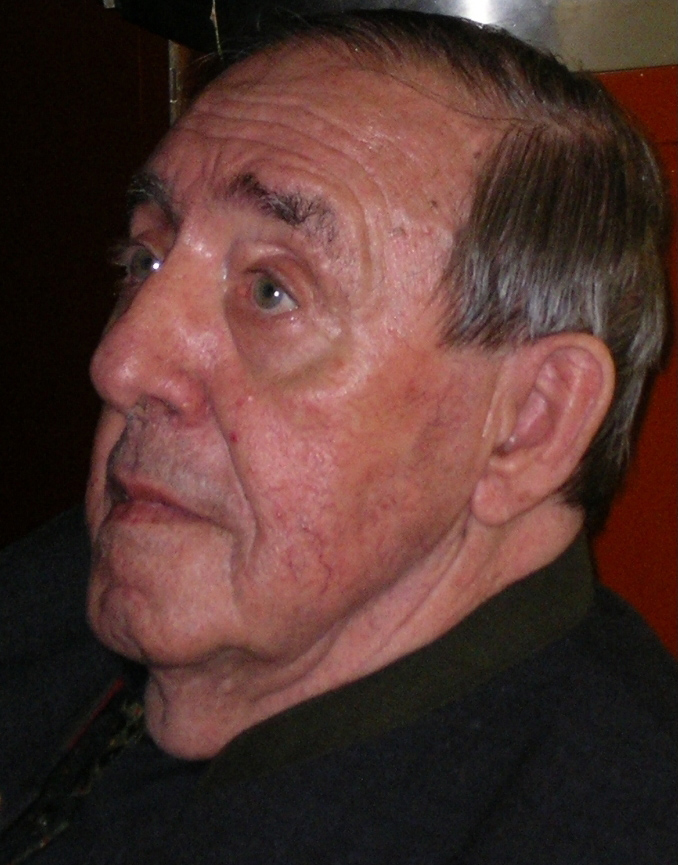
Otmar Suitner (2007)

Otmar Suitner (Innsbruck, 16 maggio 1922 – Berlino, 8 gennaio 2010) è stato un direttore d'orchestra e pianista austriaco.

## Biografia
Otmar Suitner ha studiato pianoforte al Conservatorio di Innsbruck con Fritz Weidlich e, dal 1940 al 1942, presso il Mozarteum di Salisburgo, ha studiato sia pianoforte con Franz Ledwinka che direzione d'orchestra con Clemens Krauss. 
Dal 1942 al 1944 è stato maestro collaboratore al balletto con obbligo della direzione al Tiroler Landestheater di Innsbruck. In seguito ha svolto attività concertistica come pianista suonando in diverse località tra cui Vienna, Roma, Monaco di Baviera e la Svizzera.
Nel 1952 è stato nominato direttore musicale a Remscheid. 
Dal 1957 al 1960 è stato Direttore Musicale Generale della Staatsphilharmonie Rheinland-Pfalz di Ludwigshafen, con la quale ha effettuato tournée a Berlino, Monaco di Baviera, Amburgo, in Italia e in Grecia. Con questa orchestra ha accompagnato anche Maria Callas. 
Dal 1960 al 1964 Suitner è stato Direttore Principale della Staatskapelle Dresden. 
Dal 1964 al 1967 ha diretto L'olandese volante, Tannhäuser (opera) e L'anello del Nibelungo al Festival di Bayreuth.
Dal 1964 al 1971 e in seguito dal 1974 al 1991 è stato Direttore Musicale Generale della Staatsoper Unter den Linden a Berlino Est. 
Suitner ha diretto non solo in quasi tutti i paesi europei, soprattutto in Svezia, Italia, Svizzera e alla Wiener Staatsoper, ma anche negli Stati Uniti (San Francisco Opera), America Latina e Giappone. 
È stato Direttore Onorario dell'Orchestra Sinfonica della NHK di Tokio. 

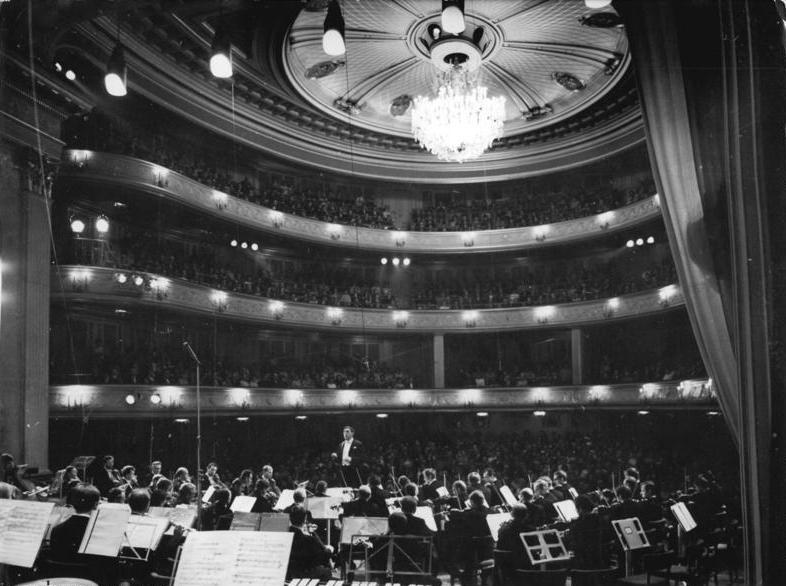
Suitner dirige la Staatskapelle di Berlino, 1970

Nella Repubblica Federale Tedesca, e particolarmente dalla CDU, fu considerata offensiva la sua residenza lavorativa ed abitativa a Berlino Est. Anche la sua riabilitazione, ad opera di Helmut Kohl, che aveva già conosciuto fin dai tempi di Ludwigshafen, gli giovò poco, visto che la sua attività concertistica all'estero si svolgeva prevalentemente in altri paesi. 
Otmar Suitner è stato molto legato al compositore Paul Dessau del quale ha eseguito la prima esecuzione assoluta delle opere Puntila (1966), Einstein (1974) und Leonce und Lena (1979) alla Deutschen Staatsoper Berlin.
Dal 1977 al 1990 Suitner è stato anche Docente di Direzione d'Orchestra alla Hochschule für Musik und darstellende Kunst (oggi Universität für Musik und darstellende Kunst) di Vienna e negli anni 1975 e 1976 ha tenuto dei corsi di Direzione alla Accademia Estiva di Salisburgo.
Nel corso degli anni ottanta, Suitner ha affrontato sempre crescenti problemi di salute che l'hanno portato, principalmente a causa della Malattia di Parkinson, a dover terminare, nel 1990, l'attività direttoriale.

## Famiglia
Otmar Suitner ha avuto due famiglie. Era regolarmente sposato con sua moglie Marita, con la quale andò a vivere dal 1960 nella Repubblica Democratica Tedesca e in seguito a Berlino Ovest. Nello stesso tempo aveva a Berlino Ovest un'amante che frequentava nei fine settimana. Nel 1965, infatti, aveva conosciuto a Bayreuth la studentessa della Germania Occidentale Renate Heitzmann che nel 1971 gli diede un figlio, Igor Heitzmann. Pertanto la sua vita divenne un continuo andirivieni tra le due parti di Berlino, di cui poteva varcare il confine senza problemi grazie al suo passaporto austriaco. Allo smantellamento della Repubblica Democratica Tedesca cambiò anche la sua vita famigliare ed entrambe le famiglie si incontrarono frequentemente.
Nel Documentario Nach der Musik suo figlio Igor Heitzmann, oggi famoso regista, racconta la storia di un riavvicinamento, al padre, il Direttore d'orchestra lontano, alla scomparsa Repubblica Democratica Tedesca, l'insolita storia di vita dei suoi genitori, e alla musica. Tramite conversazioni e immagini ricostruisce la storia famigliare tra est e ovest e la collega con i propri frammentari ricordi all'incontro col padre.

## Onorificenze
Tra le numerose onorificenze ottenute da Suitner, vanno ricordate:
- 1963 Premio Nazionale della Repubblica Democratica Tedesca
- 1973 Ordine di San Gregorio Magno, nominato da Papa Paolo VI
- 2004 Premio Tirolese per le Arti.2

Più volte Suitner è stato insignito del titolo di "professore" (come, ad esempio, a Berlino nel 1965).

## Discografia
(Selezione in ordine alfabetico secondo il cognome del compositore)
- Beethoven: Le nove sinfonie / Staatskapelle Berlin / 1980–1983 / Solisti nella nona sinfonia: Magdalena Hajossyova, Uta Priew, Eberhard Büchner e Manfred Schenk.
- Beethoven: Ouvertures di Egmont, Coriolano e Fidelio / Staatskapelle Berlin / 1984
- Beethoven: Ouvertures Leonora III, Die Geschöpfe des Prometheus / Staatskapelle Berlin / 1984
- Bizet: Sinfonia Nr. 1 (Do magg.) / Staatskapelle Dresden
- Brahms: Sinfonie 1-4 / Staatskapelle Berlin / 1984–1986
- Bruckner: Sinfonie Nr. 1, 4, 5, 7, 8 / Staatskapelle Berlin / 1987–1990
- Debussy: Prélude a l'aprèsmidi d'un faune / Staatskapelle Dresden
- Dessau: Einstein / Opera completa/ Schreier, Adam, Büchner e altri / Staatskapelle Berlin / 1977
- Dessau: Leonce und Lena / Opera completa/ Süß, Büchner, Nossek, Menzel, Schaller, Leib, Eisenfeld, Garduhn / Coro della Deutschen Staatsoper Berlin / Staatskapelle Berlin / 1980
- Dvořák: Le nove sinfonie / Staatskapelle Berlin / 1977–1981
- Eisler: Ernste Gesänge / Günter Leib / Staatskapelle Dresden
- Grieg: Tre pezzi per orchestra op. 56 (dal „Sigurd Jorsalfar“) / Staatskapelle Berlin / 1976
- Grieg: Suite „Aus Holbergs Zeit“ op. 40 / Staatskapelle Berlin / 1976
- Grieg: Peer-Gynt-Suite Nr. 1 op. 46 / Bamberger Symphoniker / 1959
- Grieg: Peer-Gynt-Suite Nr. 2 op. 55 / Bamberger Symphoniker / 1959
- Händel: Acis e Galathea / Kunitachi College of Music / 1980
- Haydn: Sinfonia Nr. 100 („Militare“) / Gewandhausorchester Leipzig / 1950-er?
- Humperdinck: Hänsel und Gretel / Opera completa/ Springer, Hoff, Adam, Schreier / Staatskapelle Dresden / 1969
- Lanner: Waltzer, Hofball- und Steyrische Tänze und Die Schönbrunner / Staatskapelle Dresden / 1970
- Liszt: Orpheus Poema sinfonico Nr.4 / Bamberger Symphoniker / 1957
- Liszt: Mazeppa Poema sinfonico Nr.6 / Bamberger Symphoniker / 1957
- Lortzing: Die Opernprobe / Opera completa/ Litz, Hirte, Lövaas, Marheineke, Gedda / Coro e Orchestra della Bayerische Staatsoper / 1974
- Mahler: Sinfonia Nr. 1 / Staatskapelle Dresden / 1962
- Mahler: Sinfonia Nr. 2 / Hajossyova, Priew / Staatskapelle Berlin / 1983
- Mahler: Sinfonia Nr. 5 / Staatskapelle Berlin / 1984
- Mozart: Le nozze di Figaro / Opera completa/ Prey, Güden, Rothenberger, Berry, Mathis, Schreier, Vogel / Staatskapelle Dresden / 1964
- Meyer: Concerto per violino e orchestra/ David Oistrach / Staatskapelle Berlin
- Mozart: Così fan tutte / Opera completa/ Casapietra, Burmeister, Leib, Schreier, Geszty, Adam / Chor der Deutschen Staatsoper Berlin / Staatskapelle Berlin / 1969
- Mozart: Die Zauberflöte / Opera completa/ Adam, Schreier, Geszty, Donath, Leib, Hoff, Kuhse, Vogel / Staatskapelle Dresden / 1970
- Mozart: Sinfonia Nr. 29, A-Dur, KV 201 / Staatskapelle Dresden
- Mozart: Sinfonia Nr. 39, Es-Dur, KV 543 / Staatskapelle Dresden / 1976
- Mozart: Sinfonia Nr. 40, g-Moll, KV 550 / Staatskapelle Dresden / 1976
- Mozart: Sinfonia Nr. 41, C-Dur, KV 551 (Jupiter) / Staatskapelle Dresden / 1974
- Mozart: Sinfonia Nr. 41, C-Dur, KV 551 (Jupiter) / NHK-SO Live in Tokio / 1982
- Pfitzner: Palestrina / Opera completa/ Schreier, Lorenz, Nossek, Lang, Polster, Ketelsen, Garduhn, Trekel, Bär, Priew / Chor der Deutschen Staatsoper Berlin / Staatskapelle Berlin / 1986–1988
- Schubert: Alfonso und Estrella / Opera completa/ Mathis, Schreier, Fischer-Dieskau, Prey, Adam / Rundfunkchor Berlin / Staatskapelle Berlin / 1978
- Schubert: Sinfonie Nr. 1, 2, 3, 4, 5, 6, 7, 9 / Staatskapelle Berlin / 1983–1986
- Schumann: Die vier Sinfonien / Staatskapelle Berlin / 1986–1987
- Smetana: La sposa venduta / Opera completa/ Burmeister, Schlemm, Lange, Leib, Teschler, Adam / Staatskapelle Dresden
- Strauss: Salome / Opera completa/ San Francisco House of Opera Live / Rysanek, Varnay, Nimsgern, Hopf / Orchester der Oper San Francisco / 1974
- Suppé: Die schönsten Ouvertüren / Staatskapelle Dresden / 1969
- Wagner: Tannhäuser / Opera completa/ San Francisco House of Opera Live  / Thomas, Rysanek, Napier, Stewart e altri / Orchester der Oper San Francisco / 1973

## Film
- 2007 – Nach der Musik. Otmar Suitner. Regia di Igor Heitzmann